# Termitomyces fuliginosus
Термітоміцез фуліґіносус, термітоміцез кіптявий (Termitomyces fuliginosus) — вид грибів роду термітоміцезові (Termitomyces). Сучасну біномінальну назву надано у 1942 році.

## Будова
Тіло і шляпка гриба коричнево-кіптява, ямчаста з конічним заокругленим горбиком темнішого кольору по центру. Довга ніжка занурена нижньою частиною у термітник і має темне забарвлення. Тіло гриба легко ламається. Має приємний грибний аромат.

## Поширення та середовище існування
Росте на термітниках у тропічних країнах Південної та Південно-східної Азії.

## Практичне використання
Популярний їстівний гриб у Таїланді під назвою «хет плуак», що дослівно перекладається з тайської як «гриб терміт» (тай. เห็ดปลวก). Вважається одним з найкращих їстівних грибів у світі. Усі спроби розводити «хет плуак» були невдалими.